# Вашингтон (округ, Вермонт)
Округ Вашингтон (англ. Washington County) располагается в США, штате Вермонт. Официально образован 15 января 1777 года. По состоянию на 2010 год, численность населения составляла 59 534 человека. Получил своё название по имени первого президента США Джорджа Вашингтона.

## География
По данным Бюро переписи США, общая площадь округа равняется 1 800 км², из которых 1 779 км² — суша, и 21 км², или 1,2 %, — это водоёмы.
Населённые пункты: Монтпилиер (столица штата), Барре.

### Соседние округа
- Ламойлл (Вермонт) — север
- Каледония (Вермонт) — северо-восток
- Ориндж (Вермонт) — юго-восток
- Аддисон (Вермонт) — юго-запад
- Читтенден (Вермонт) — северо-запад

## Демография
По данным переписи населения 2000 года в округе проживает 58 039 жителей в составе 23 659 домашних хозяйств и 15 047 семей. Плотность населения составляет 33 человека на км². На территории округа насчитывается 27 644 жилых строения, при плотности застройки 15 строений на км². Расовый состав населения: белые — 97,05 %, афроамериканцы — 0,47 %, коренные американцы (индейцы) — 0,30 %, азиаты — 0,57 %, гавайцы — 0,01 %, представители других рас — 0,26 %, представители двух или более рас — 1,34 %. Испаноязычные составляли 1,26 % населения независимо от расы .
В составе 31,00 % из общего числа домашних хозяйств проживают дети в возрасте до 18 лет, 50,60 % домашних хозяйств представляют собой супружеские пары проживающие вместе, 9,20 % домашних хозяйств представляют собой одиноких женщин без супруга, 36,40 % домашних хозяйств не имеют отношения к семьям, 28,50 % домашних хозяйств состоят из одного человека, 10,20 % домашних хозяйств состоят из престарелых (65 лет и старше), проживающих в одиночестве. Средний размер домашнего хозяйства составляет 2,36 человека, и средний размер семьи 2,91 человека.
Возрастной состав округа: 23,50 % — моложе 18 лет, 8,90 % — от 18 до 24, 28,70 % — от 25 до 44, 26,00 % — от 45 до 64, и 12,90 % — от 65 и старше. Средний возраст жителя округа — 38 лет. На каждые 100 женщин приходится 96,10 мужчин. На каждые 100 женщин старше 18 лет приходится 94,10 мужчин.
Средний доход на домохозяйство в округе составлял 40 972 USD, на семью — 51 075 USD. Среднестатистический заработок мужчины был 33 181 USD против 26 369 USD для женщины. Доход на душу населения был 21 113 USD. Около 5,50 % семей и 8,00 % общего населения находились ниже черты бедности, в том числе — 9,10 % молодежи (тех, кому ещё не исполнилось 18 лет) и 6,80 % тех, кому было уже больше 65 лет.